# Santa Marina (Italia)
Santa Marina è un comune italiano di 3 224 abitanti della provincia di Salerno in Campania.

## Geografia fisica
Situato nel Cilento meridionale e principalmente noto per la sua maggiore frazione, ossia Policastro Bussentino. Il centro abitato di Santa Marina si trova a 425 m s.l.m. sulle pendici del monte Tempone, affacciato sulla valle del Bussento e sul golfo di Policastro, al limite meridionale del parco nazionale del Cilento e Vallo di Diano. La frazione Policastro si trova invece sulla costa sottostante.
- Classificazione sismica: zona 2 (sismicità media), Ordinanza PCM. 3274 del 20/03/2003.

## Storia
L'attuale frazione di Policastro era sorta presso la foce del fiume Bussento come colonia greca di Rhegion (Reggio Calabria) come base strategica per i commerci della città dello Stretto con il golfo di Taranto collegato attraverso il fiume Siris nel 471 a.C.  con il nome di Pyxous (Pixunte), dotata di una cinta muraria. Divenne poi romana nel II secolo a.C. con il nome di Buxentum. Fu dagli inizi del VI secolo sede vescovile. Nel VII secolo fu sede di un castello bizantino e prese il nome di Policastro.
Il centro di Santa Marina ebbe origine nello stesso periodo da rifugiati provenienti dall'Impero bizantino, a seguito dell'iconoclastia. Vi fu fondata una chiesa dedicata a Santa Marina, di rito ortodosso, volta verso est.
Nell'839 Policastro entrò a far parte del longobardo principato di Salerno e subì nel IX secolo le incursioni saracene. Fu conquistata nel 1055 dal normanno Roberto il Guiscardo, che vi fece costruire la fortezza del "castellaro di Capitello" e iniziò l'edificazione della cattedrale. Nel borgo di Santa Marina venne fissata la sede per l'amministrazione della giustizia nel circondario.
Policastro e Santa Marina furono sede di una contea, in possesso di un nipote del re normanno Ruggero II, Simone. Passata in seguito sotto il dominio angioino, il porto venne ampliato e Policastro ulteriormente fortificata.
Nel 1320 Policastro fu attaccata e distrutta dalla flotta genovese e fu in possesso della famiglia dei Grimaldi. Nel 1397 era in possesso dei Sanseverino, che ricostruirono a Policastro il castello (distrutto quindi da un bombardamento inglese nel 1806) e le mura. Dal 1496 passò ai Carafa.
Nel XVI secolo Policastro venne attaccata dai pirati turchi, che secondo la leggenda, sotto la guida di  "Dragut Bassà" avrebbero distrutto anche l'abitato di Santa Marina. Questo fu poi sede di un tribunale con annesso carcere. Il palazzo di giustizia e la residenza signorile avevano sede nello stesso edificio.
Dal 1811 al 1860 ha fatto parte del circondario di Vibonati, appartenente al distretto di Sala del regno delle Due Sicilie.
Dal 1860 al 1927, durante il regno d'Italia ha fatto parte del mandamento di Vibonati, appartenente al circondario di Sala Consilina.
Durante il Risorgimento i santamarinesi parteciparono sia alla spedizione di Carlo Pisacane che alla spedizione dei Mille garibaldina. Durante il Fascismo Santa Marina venne privata dell'autonomia comunale, nonostante una rivolta popolare, e fu di nuovo comune solo dopo la caduta del regime.

### Simboli
Lo stemma e il gonfalone sono stati concessi con DPR del 18 maggio 1976.
Nello stemma è rappresentata su fondo azzurro l'immagine di santa Marina, incoronata, vestita di bianco e seduta su un seggio di legno, con un ramo di olivo nella mano destra.

## Monumenti e luoghi d'interesse
- Chiesa di Santa Maria della Croce, aperta su una spianata, da cui si gode un incomparabile panorama marino. La chiesa presenta un altare maggiore in stucco policromo, che si articola in due registri: quello superiore, con figure di cherubini e quello inferiore con fastosi trionfi di ghirlande e frutti a rilievo, simboli della Passione e Resurrezione di Cristo
- Chiesa di Santa Marina Martire, rivestita di stucchi tardo-settecenteschi
- Cappella di San Rocco
- Cinta muraria trecentesca, edificata sui ruderi di una precedente fortificazione bizantina
- Torre di guardia dell’Oliva o dell’Auliva, che emerge tra i ruderi dell’antico castello
- Cappella di Santa Maria del Monte (anche detta Cappella della Madonna del Monte)
- Roccaforte di Policastro Bussentino (nome derivante dalla piana del bosso che cresceva rigogliosa in queste zone)
- Cattedrale di Santa Maria Assunta, risalente al XIII sec., con portale di raffinata fattura, che reca in alto, una splendida edicola in marmo con la Vergine in trono col Bambino, fiancheggiata da due Angeli
- Museo Diocesano di Policastro Bussentino che preserva opere di notevole valore artistico e storico, tra cui uno splendido crocifisso in avorio fiammingo; dipinti, paramenti e suppellettili d’argento
- Borgo Lupinata
- Pineta di Santa Lucia, con pini marittimi e d’Aleppo
- Ponte del Bussento. Sulla sua destra, attraverso una scaletta, si accede ad un percorso lungo le rive del fiume, presso il quale è possibile praticare la pesca no kill, che prevede l’obbligo di restituire al fiume i pesci catturati.

## Società

### Evoluzione demografica
Abitanti censiti

## Geografia antropica

### Frazioni
La frazione di Policastro Bussentino è situata sulla costa tirrenica ed è sede di un porto turistico. Le altre 2 frazioni comunali sono Lupinata e Poria.

## Economia
Negli ultimi anni nel comune di Santa Marina si stanno sviluppando interessanti attività imprenditoriali. Tali realtà, sono l'esempio di come anche in piccoli centri del Sud Italia, apparentemente lontani dai tradizionali centri di produzione, è possibile sviluppare filiere produttive eco-consapevoli e di impatto socio economico di respiro internazionale.

## Infrastrutture e trasporti

### Strade
- Strada statale 18 Tirrena Inferiore
- Strada statale 517 var Bussentina: Uscite Roccagloriosa e Policastro Bussentino.
- Strada provinciale 82 Policastro-Santa Marina.
- Strada provinciale 430/d Roccagloriosa-Svincolo di Policastro Bussentino.

### Ferrovie
Il capoluogo comunale è collegato per mezzo della strada provinciale 82 con la statale 18 che passa per la frazione di Policastro, dove si trova anche lo scalo ferroviario.

### Porto
- Porto turistico di Policastro Bussentino

## Amministrazione
| Periodo | Periodo   | Primo cittadino           | Partito                          | Carica  | Note |
| ------- | --------- | ------------------------- | -------------------------------- | ------- | ---- |
| 1985    | 1990      | Nicola Domenico Sateriano | Democrazia Cristiana             | Sindaco |      |
| 1990    | 1993      | Domenico Mega             | Democrazia Cristiana             | Sindaco |      |
| 1993    | 1997      | Ezio Montuori             | Democrazia Cristiana             | Sindaco |      |
| 1997    | 2002      | Ezio Montuori             | Partito Popolare Italiano        | Sindaco |      |
| 2002    | 2006      | Giuseppina Castaldo       | Rinnovamento Italiano            | Sindaco |      |
| 2006    | 2007      | Raffaella De Asmundis     | commissario prefettizio          | Sindaco |      |
| 2007    | 2010      | Giovanni Fortunato        | Il Popolo della Libertà          | Sindaco |      |
| 2010    | 2011      |                           | commissario prefettizio          | Sindaco |      |
| 2011    | 2016      | Dionigi Fortunato         | Lista Civica (Fratelli d'Italia) | Sindaco |      |
| 2016    | in carica | Giovanni Fortunato        | Lista Civica (Fratelli d'Italia) | Sindaco |      |

### Altre informazioni amministrative
Le competenze in materia di difesa del suolo sono delegate dalla Campania all'Autorità di bacino regionale Sinistra Sele.